# Paracaciella sumatrana
Paracaciella sumatrana là một loài bọ cánh cứng trong họ Cerambycidae.